# Disa purpurascens
Espèce
Statut CITES
Disa purpurascens est une espèce de la famille des Orchidaceae. Elle est également dénommée early blue disa ou bloumoederkappie. Son aire de répartition naturelle est le sud-ouest de la province du Cap. C’est un géophyte tubéreux qui pousse principalement dans le biome subtropical.

## Description

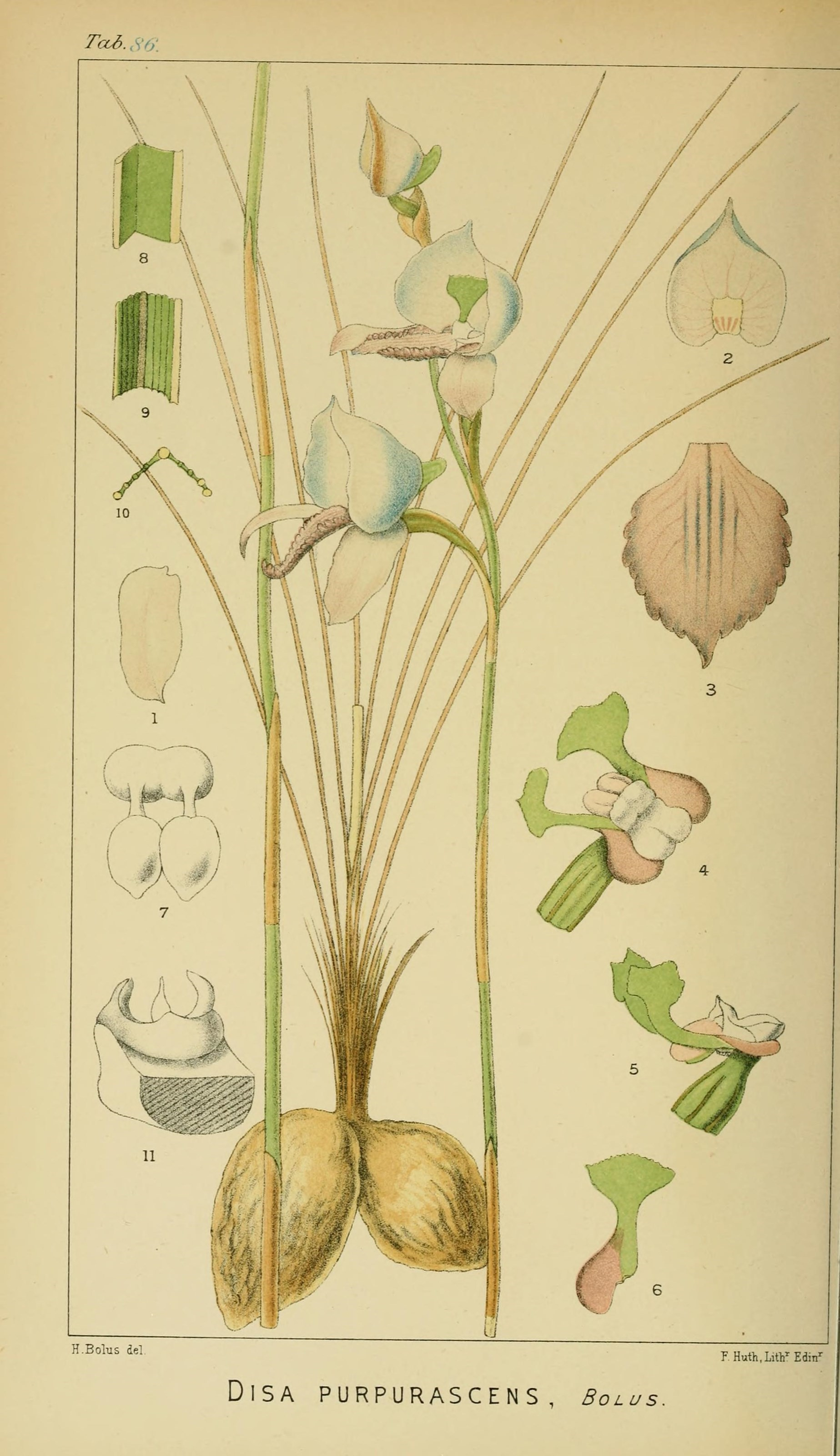
Planche botanique

Disa purpurascens pousse à partir d’un tubercule d’une longueur d’environ 30 mm et d’un diamètre d’environ 10 mm. Les plantes mesurent 200-250 mm., Environ 10 feuilles étroites et rigides, environ deux fois moins hautes que la plante, se développent à partir d’une rosette basale. La base de la plante est souvent entourée d’une gaine de vieilles fibres foliaires. Cette espèce fleurit en octobre et novembre, produisant une inflorescence de 1 à 7 fleurs délicatement parfumées. Chaque fleur a un capuchon bleu et des ailes latérales, avec une lèvre violet foncé en dessous. Des pétales jaune-vert se trouvent à l’arrière de la capuche. Bien que les fleurs ressemblent à celles de Disa graminifolia, elles diffèrent par un bord de lèvre incurvé et un éperon conique. Les floraisons peuvent avoir lieu également à différentes périodes de l’année. Bien qu’il y ait généralement très peu de variations entre les plantes, quelques fleurs blanches ont été observées. Il a été suggéré qu’il s’agissait d’un caractère génétique récessif.

## Distribution
Cette espèce a une distribution assez étroite, poussant dans les régions côtières entre Cap Hangklip et Cap des Aiguilles. On ne pense pas qu’il se produise au delà de 100 m au-dessus du niveau de la mer.

## Systématique
Le nom correct complet (avec auteur) de ce taxon est Disa purpurascens Bolus.
Disa purpurascens a pour synonymes :
- Herschelia purpurascens (Bolus) Kraenzl.
- Herschelianthe purpurascens (Bolus) Rauschert